# KMPlayer
KMPlayer は複数のメディアプレーヤに対応する、KDE のシンプルなフロントエンドである。Windows向けメディアプレーヤーである「The KMPlayer」とは無関係。

## 概要
名前に反して、KMPlayer は MPlayer だけのフロントエンドではない。KDE3 では Xine や FFmpeg にも対応し、KDE4 では Phonon や FFmpeg にも対応している。
KMPlayer は Extragear に属するアプリケーションである。そのため、インストールする際には、KDE のパッケージとは別に KMPlayer をダウンロードしてインストールすることになる。

## 機能
対応メディアプレーヤがサポートする動画や音楽フォーマットのファイル、DVD、ビデオCD、オーディオCD や TV を鑑賞したり、カメラを接続して見ることができる。
KPart プラグインがあり、Konqueror で使える。
KMPlayer にはブックマーク機能があり、あらかじめ多くのラジオ局やテレビ局の URL が登録されている。また、ユーザがブックマークに URL を追加したり、ブックマークを編集したりできる。
メニューの「設定」から「KMPlayer を設定」を選ぶと出てくるウィンドウから KMPlayer 全体の設定を行うことができる他、設定ファイル（INI 形式と XML 形式）を直接編集して設定を変えることもできる。
KMPlayer にはスキン機能がないが、表示する背景色、前景色やフォントを設定することはできる。